# Grand Prix Formule 1 van Brazilië 1979
De Grand Prix Formule 1 van Brazilië 1979 werd gehouden op 4 februari 1979 in Interlagos.

## Uitslag
| Positie | Nr | Rijder                | Team               | Ronden | Tijd/Opgave         | Startplaats | Punten |
| ------- | -- | --------------------- | ------------------ | ------ | ------------------- | ----------- | ------ |
| 1       | 26 | Jacques Laffite       | Ligier-Ford        | 40     | 1:40:09.64          | 1           | 9      |
| 2       | 25 | Patrick Depailler     | Ligier-Ford        | 40     | +5,28 s             | 2           | 6      |
| 3       | 2  | Carlos Reutemann      | Lotus-Ford         | 40     | +44,14 s            | 3           | 4      |
| 4       | 3  | Didier Pironi         | Tyrrell-Ford       | 40     | +1:25.88            | 8           | 3      |
| 5       | 12 | Gilles Villeneuve     | Ferrari            | 39     | +1 Ronde            | 5           | 2      |
| 6       | 11 | Jody Scheckter        | Ferrari            | 39     | +1 Ronde            | 6           | 1      |
| 7       | 30 | Jochen Mass           | Arrows-Ford        | 39     | +1 Ronde            | 19          |        |
| 8       | 7  | John Watson           | McLaren-Ford       | 39     | +1 Ronde            | 14          |        |
| 9       | 29 | Riccardo Patrese      | Arrows-Ford        | 39     | +1 Ronde            | 16          |        |
| 10      | 15 | Jean-Pierre Jabouille | Renault            | 39     | +1 Ronde            | 7           |        |
| 11      | 14 | Emerson Fittipaldi    | Fittpaldi-Ford     | 39     | +1 Ronde            | 9           |        |
| 12      | 18 | Elio de Angelis       | Shadow-Ford        | 39     | +1 Ronde            | 20          |        |
| 13      | 22 | Derek Daly            | Ensign-Ford        | 39     | +1 Ronde            | 23          |        |
| 14      | 17 | Jan Lammers           | Shadow-Ford        | 39     | +1 Ronde            | 21          |        |
| 15      | 28 | Clay Regazzoni        | Williams-Ford      | 38     | +2 Rondes           | 17          |        |
| NF      | 27 | Alan Jones            | Williams-Ford      | 33     | Benzinesysteem      | 13          |        |
| NF      | 9  | Hans Joachim Stuck    | ATS-Ford           | 31     | Stuurfout           | 24          |        |
| NF      | 16 | René Arnoux           | Renault            | 28     | Spin                | 11          |        |
| NF      | 20 | James Hunt            | Wolf-Ford          | 7      | Stuurfout           | 10          |        |
| NF      | 8  | Patrick Tambay        | McLaren-Ford       | 7      | Botsing             | 18          |        |
| NF      | 5  | Niki Lauda            | Brabham-Alfa Romeo | 5      | Versnellingsbak     | 12          |        |
| NF      | 6  | Nelson Piquet         | Brabham-Alfa Romeo | 5      | Ongeluk             | 22          |        |
| NF      | 1  | Mario Andretti        | Lotus-Ford         | 2      | Brandstoflek        | 4           |        |
| NF      | 4  | Jean-Pierre Jarier    | Tyrrell-Ford       | 0      | Elektrisch probleem | 15          |        |
| NQ      | 31 | Héctor Rebaque        | Lotus-Ford         |        |                     |             |        |
| NQ      | 24 | Arturo Merzario       | Merzario-Ford      |        |                     |             |        |

## Statistieken
| Pole-position | Jacques Laffite | Ligier-Ford | 2:23.07 |
| Snelste ronde | Jacques Laffite | Ligier-Ford | 2:28.76 |

## Noot
- Dit was de tiende Grand Prix-start voor een Ierse coureur.
- Dit was de tiende podiumplaats en de eerste Grand Slam voor Jacques Laffite en de eerste Grand Slam voor een Franse coureur.

1972 · 1973 · 1974 · 1975 · 1976 · 1977 · 1978 · 1979 · 1980 · 1981 · 1982 · 1983 · 1984 · 1985 · 1986 · 1987 · 1988 · 1989 · 1990 · 1991 · 1992 · 1993 · 1994 · 1995 · 1996 · 1997 · 1998 · 1999 · 2000 · 2001 · 2002 · 2003 · 2004 · 2005 · 2006 · 2007 · 2008 · 2009 · 2010 · 2011 · 2012 · 2013 · 2014 · 2015 · 2016 · 2017 · 2018 · 2019